# Labitat
Labitat er et hackerspace i København. Stedet er inspireret af hackerspaces andre steder i verden, som Metalab i Wien, c-base og Chaos Computer Club i Berlin, samt Noisebridge i San Francisco. Stedet fungerer økonomisk og politisk uafhængigt, som et sted hvor enhver kan lege med og udvikle teknologi, samt udveksle ideer med andre, dels gennem fysisk tilstedeværelse men også gennem IRC, mailinglister og wiki. 
Der afholdes ofte workshops, hvor interesserede kan blive introduceret til så brede emner som lodning og programmering af mikrocontrollere, geocaching og madlavning. Repræsentanter for foreningen deltager ofte på relaterede konferencer og har deltaget i tværfaglige samarbejder med andre grupper . 
Foreningen holdt sit første fysiske møde i maj 2009  og blev formelt stiftet, som forening, i juni 2009 . Foreningen flyttede ind i de nuværende lokaler på H.C. Ørsteds Vej 5, kld. i starten af december 2009.
Foreningen havde, per april 2014, 716 medlemmer, hvoraf ca. 100 bidrager økonomisk til foreningen.

## Medlemskab
Det er gratis at være medlem af Labitat, og der er med få undtagelser fri adgang til lokaler og udstyr, dog kan man mod en månedlig donation sikre sig adgang 24 timer i døgnet . Donerende medlemmer kan registrere og lukke sig selv ind via et hvilket som helst magnetkort eller kompatibel RFID-chip. Der opfordres til at blive donerende medlem for at hjælpe til med huslejen og anden daglig drift, men det accepteres at ikke alle har pengene til det . 
Der lægges vægt på, at alle medlemmer er lige, uanset donation eller ej, og alle har lige meget at skulle have sagt. Mindre daglige beslutninger foretages under konceptet "Doers Decide", hvor den enkelte har frie rammer til at foretage ændringer i lokalerne, så længe det kan foretages uden større gener for andre aktiviteter eller har væsentlige økonomiske omkostninger. Regelsættet er ligeledes forholdsvist simpelt, idet man blot skal sørge for, at regel 0  overholdes: 'undlad at opføre dig således, at vi er nødt til at lave en ny regel'.

## Samarbejdspartnere
Labitat arbejder løst sammen med Open Space Aarhus i Aarhus, gennem gensidige besøg og deltagelse i konferencer 
Labitat har desuden deltaget i opbygning og daglige aktiviteter i Makerspacet i Dream City på Roskilde Festival 2013, sammen med flere andre organisationer .

## Fysiske rammer
Labitat har siden december 2009 holdt til i kælderen på H.C. Ørsteds Vej 5 på Frederiksberg. Det var planlagt at flytte til større og mere lyse lokaler på Østerbro i løbet af efteråret 2014, og der var på sidste generalforsamling stort flertal for dette (referat endnu ikke offentliggjort).

## Aktiviteter
Der er stort set altid nogen i Labitat fra tidligt på eftermiddagen og til et godt stykke ud på natten - hver dag. Der er i øjeblikket altid åbent hus hver tirsdag , og hver anden torsdag afholdes Torsdagsmødet , hvor alle større beslutninger angående den daglige drift tages, og hvor medlemmer kan udveksle ideer eller søge om tilladelse til at købe udstyr eller reservedele til stedets maskiner.
Der afholdes med jævne mellemrum workshops i lodning, anvendelse af mikrocontrollere, 3D-printning og meget andet. Det er op til det enkelte medlem at afholde workshops.

## Indflydelse og kulturel betydning
Den kendte programmør og IT-politiske debattør Poul-Henning Kamp har i et indlæg på Version2 betegnet hackerspaces som Labitat som en del af en teknologisk-kulturel avant-garde, hvor hovedvægten ligger på selv at kunne fremstille den mest avancerede teknologi, hvad enten den nu implementeres i software eller hardware: "Om de er kønne, funktionelle eller overhovedet brugbare er sekundært, det er autenticiteten i 'jeg har lavet den selv' der gives karma for".
Labitat er desuden ofte besøgt af forskellige medier , blandt andet 21 Søndag , Harddisken
og Samvirke .

## Eksterne links
- Labitat's hjemmeside
- Labitat's wiki
- BiologiGaragens hjemmeside Arkiveret 12. november 2020 hos  Wayback Machine

55°40′35″N 12°32′44″Ø / 55.6763°N 12.5455°Ø